# Punahana
Punahana è una città dell'India di 13.178 abitanti, situata nel distretto di Gurgaon, nello stato federato dell'Haryana. In base al numero di abitanti la città rientra nella classe IV (da 10.000 a 19.999 persone).

## Geografia fisica
La città è situata a 27° 52' 0 N e 77° 12' 0 E e ha un'altitudine di 186 m s.l.m..

## Società

### Evoluzione demografica
Al censimento del 2001 la popolazione di Punahana assommava a 13.178 persone, delle quali 6.887 maschi e 6.291 femmine. I bambini di età inferiore o uguale ai sei anni assommavano a 2.798, dei quali 1.474 maschi e 1.324 femmine. Infine, coloro che erano in grado di saper almeno leggere e scrivere erano 6.933, dei quali 4.364 maschi e 2.569 femmine.